# Maddie Hasson
Madelaine "Maddie" Hasson (New Bern, Carolina del Norte, 4 de enero de 1995) es una actriz estadounidense. Es más conocida por su papel como Willa Monday en la serie de televisión The Finder y por ser la coprotagonista de la serie de la ABC Family Twisted.

## Primeros años
Hasson nació en New Bern, Carolina del Norte, el 4 de enero de 1995, hija de Catherine y Michael Hasson. Su padre es cirujano oral en Wilmington, Carolina del Norte. Ella tiene dos hermanas. Hasson creció en Wilmington, donde asistió a la Cape Fear Academy. Era bailarina y compitió en el equipo de Fox Troupe Dancers de Wilmington durante ocho años. Durante su adolescencia Hasson actuó en una variedad de producciones teatrales, incluyendo Grey Gardens y The Best Little Whorehouse en Texas. Luego comenzó a audicionar para películas bajo la dirección de un director de casting local, Jackie Burch.

## Carrera
En 2012 Hasson viajó a Canton, Ohio, para rodar la película deportiva Underdogs. Protagonizó la serie en ABC Family Twisted, en el papel de Jo Masterson. En octubre de 2014 se anunció que participaría en la película autobiográfica I Saw the Light, sobre la vida del legendario músico de country Hank Williams. En dicha cinta interpretó a Billie Jean, segunda esposa y viuda de Williams. En 2015 actuó junto a Billy Burke en la película independiente God After Bad. En 2016 protagonizó junto a Melissa Leo, Julianne Nicholson y Dianna Agron la película independiente Noviciado. Entre 2018 y 2019 interpretó a Henrietta 'Henry" Cole en la serie original de YouTube Premium Impulse.

## Vida personal
Maddie Hasson se mudó a Los Ángeles, California, con su madre para perseguir su sueño de ser actriz, y terminó sus estudios de secundaria a distancia. Actualmente vive en Los Ángeles.
Está casada con Julian Brink desde el 17 de diciembre de 2015.

## Filmografía

### Cine
| Año  | Título                     | Rol           | Notas        |
| ---- | -------------------------- | ------------- | ------------ |
| 2011 | God Bless America          | Chloe         |              |
| 2013 | Underdogs                  | Renee Donohue |              |
| 2015 | I Saw the Light            | Billie Jean   |              |
| 2015 | A Light Beneath Their Feet | Daschulla     |              |
| 2017 | Good After Bad             | Shelly        |              |
| 2017 | Ape                        | Blonde        | Cortometraje |
| 2017 | Novitiate                  | Hermana Sissy |              |
| 2019 | We Summon the Darkness     | Valerie       |              |
| 2021 | Maligno                    | Sydney Lake   |              |
| 2024 | Elevation                  | Katie         |              |

### Televisión
| Año        | Título       | Rol                     | Notas                       |
| ---------- | ------------ | ----------------------- | --------------------------- |
| 2012       | The Finder   | Willa Monday            | Rol principal, 13 episodios |
| 2012       | Grimm        | Carly Kampfer           | Episode: "Bad Moon Rising"  |
| 2013–2014  | Twisted      | Jo Masterson            | Rol principal, 19 episodios |
| 2017, 2019 | Mr. Mercedes | Allie                   | 4 episodios                 |
| 2018–2019  | Impulse      | Henrietta "Henry" Coles | Rol principal, 20 episodios |

## Premios y nominaciones
| Año  | Premio             | Categoría                    | Trabajo nominado | Resultado |
| ---- | ------------------ | ---------------------------- | ---------------- | --------- |
| 2015 | Teen Choice Awards | Choice Summer TV Star: Mujer | Twisted          | Nominada  |